# Reed Creek
Reed Creek es un lugar designado por el censo ubicado en el condado de Hart en el estado estadounidense de Georgia. En el censo de 2000, su población era de 2.148.

## Geografía
Reed Creek se encuentra ubicado en las coordenadas 34°26′31″N 82°54′51″O / 34.44194, -82.91417 (34.441880, -82.914186). Según la Oficina del Censo, la localidad tiene un área total de 89,4 km² (34,5 mi²), de la cual 60,4 km² (23,3 mi²) es tierra y 29 km² (11,2 mi²) (32.4%) es agua.

## Demografía
Según la Oficina del Censo en 2000 los ingresos medios por hogar en la localidad eran de $41,125, y los ingresos medios por familia eran $47,321. Los hombres tenían unos ingresos medios de $29,141 frente a los $19,815 para las mujeres. La renta per cápita para la localidad era de $23,640. 